# Prigioniero di guerra

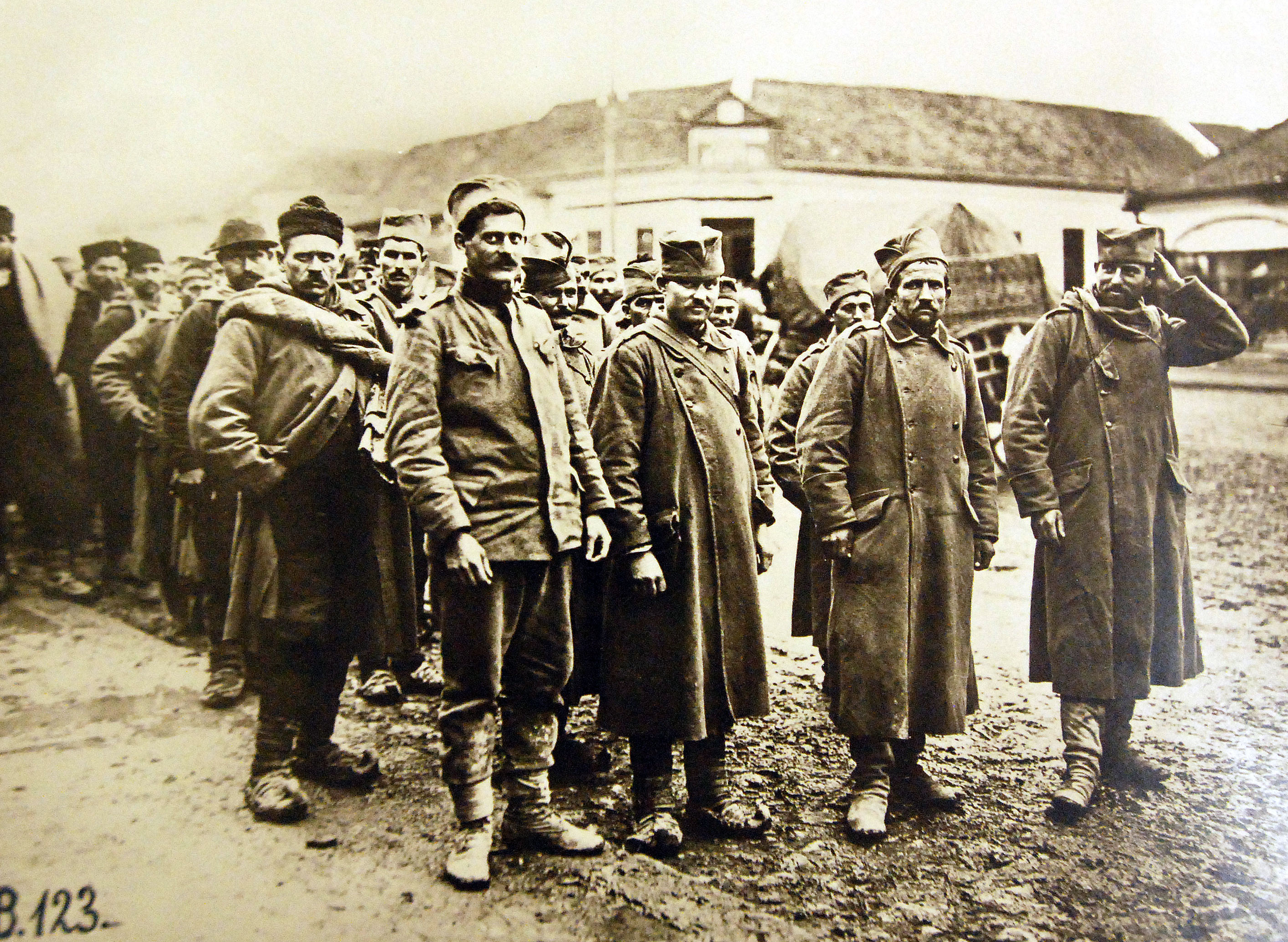
Prigionieri di guerra serbi detenuti dalle forze austro-ungariche a Belgrado nel 1915, durante la Prima guerra mondiale

Un prigioniero di guerra (in sigla PG o PW, meno correttamente POW, acronimo dell'inglese americano prisoner of war) è ogni persona catturata o internata da un potere belligerante durante la guerra. L’espressione in senso stretto si applica solo ai membri di forze armate regolarmente organizzate, ma una definizione più ampia include anche guerriglieri, civili che prendono apertamente le armi contro un nemico e i non combattenti associati a una forza militare.

## Storia

### Antichità

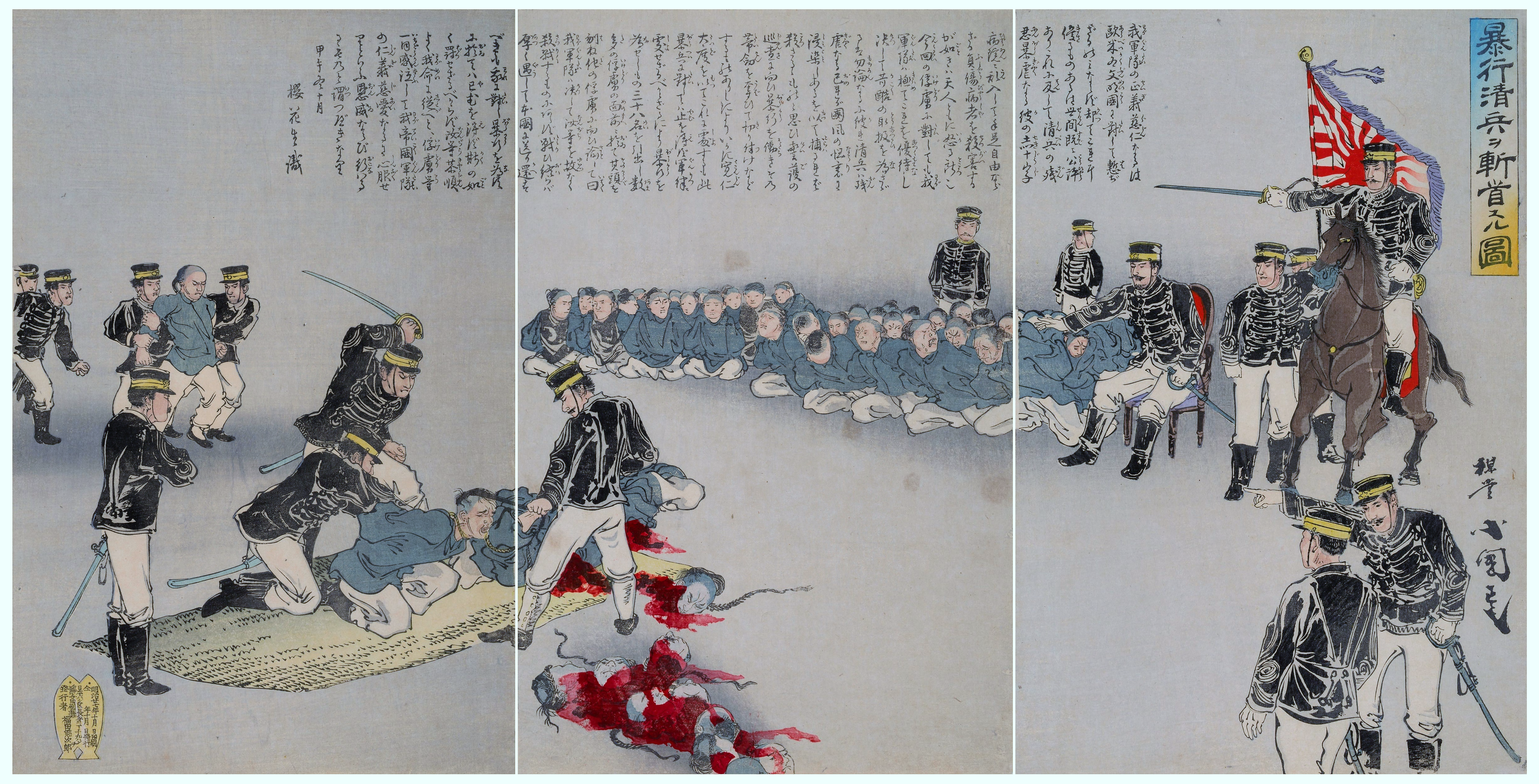
Decapitazione di soldati cinesi violenti presso Utagawa Kokunimasa, all'inizio della prima guerra sino-giapponese (1894)

Nelle guerre più antiche non esisteva la figura del prigioniero: gli sconfitti (combattenti e non) venivano uccisi o resi schiavi. Nelle guerre di religione era spesso visto come desiderabile uccidere i nemici, considerati infedeli o eretici.
Quando le guerre iniziarono a cambiare cambiò anche la visione del prigioniero di guerra: durante il Medioevo e nella prima età moderna fu molto praticato il riscatto e la pratica di prendere prigionieri i civili si ridusse.

### Età moderna e contemporanea
Alcuni filosofi politici e del diritto durante il XVI e all'inizio del XVII secolo espressero il loro pensiero sulle condizioni del prigioniero. Il più importante, Ugo Grozio, scrisse nel suo De iure belli ac pacis (1625) che il vincitore aveva il diritto di schiavizzare il perdente e inoltre appoggiava anche il riscatto e lo scambio. Il trattato di Westfalia (1648) liberò i prigionieri senza riscatto, e viene considerato come la fine dell’era della schiavitù diffusa dei prigionieri di guerra.
Lo sviluppo del diritto internazionale a partire dal XVIII secolo ebbe conseguenze importanti anche sull'atteggiamento nei confronti dei prigionieri di guerra, che fu discusso anche da importanti filosofi. Montesquieu nel suo Lo spirito delle leggi (1748) scrisse che l’unico diritto che lo Stato che deteneva i prigionieri di guerra aveva su di loro era quello impedirgli di fare del male. Jean-Jacques Rousseau ed Emmeric de Vattel svilupparono quella che si potrebbe chiamare la teoria della quarantena per la disposizione dei prigionieri. Da questo momento ci fu un miglioramento nel trattamento dei prigionieri

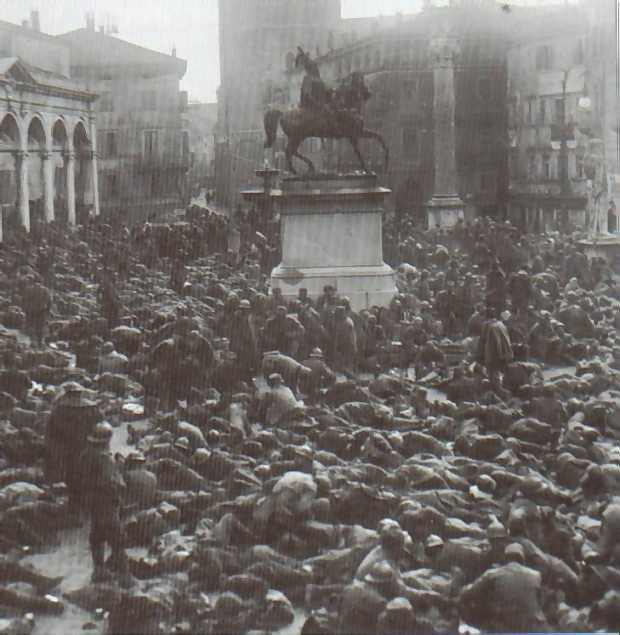
Prigionieri di guerra italiani a Udine nell'ottobre 1917, durante la Prima guerra mondiale

Verso la metà del XIX secolo nel mondo occidentale erano riconosciuti molti principi per quanto riguarda il trattamento dei prigionieri di guerra, ma non sempre venivano rispettati come ad esempio nella guerra civile americana (1861-65) e nella guerra franco-prussiana (1870-71). Nella seconda metà del secolo si tentò di migliorare nuovamente il destino dei soldati, infatti nel 1899 e di nuovo nel 1907 le conferenze internazionali all'Aja stabilirono regole di condotta che ottennero un certo riconoscimento nel diritto internazionale. Tuttavia nella prima guerra mondiale, essendoci milioni di prigionieri di guerra, le regole non sempre venivano rispettate.

### La convenzione sul trattamento dei prigionieri di guerra (1929)
Dopo la Prima guerra mondiale le nazioni del mondo si riunirono a Ginevra per formulare quella che fu la convenzione del 1929, che fu poi ratificata da Francia, Germania, Regno Unito, Stati Uniti e molte altre nazioni, ma non dal Giappone né dall'Unione Sovietica.
Tale convenzione è frutto dell'esperienza della prima guerra mondiale e di quel preciso momento storico in cui la concezione stessa del fenomeno bellico era di una forma assolutamente eccezionale di risoluzione delle controversie tra gli Stati. Questo sembrava aver garantito la pace tra gli stati membri della Società delle Nazioni ed il raggiungimento di un’organizzazione giuridica della comunità internazionale.

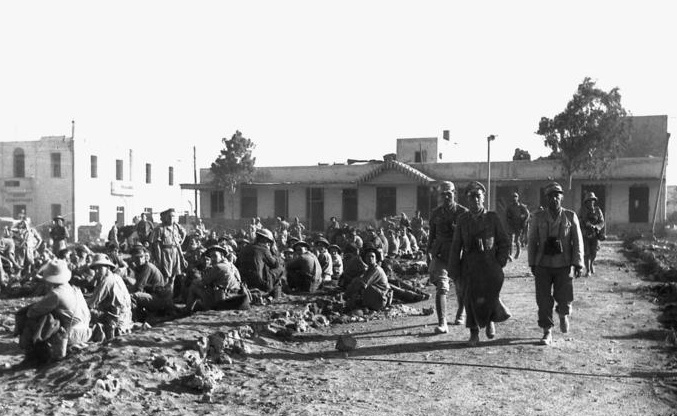
I generali tedeschi Erwin Rommel e Fritz Bayerlein con un gruppo di prigionieri di guerra britannici a Tobruk, nella Libia italiana nel 1942

Nel caso in cui fosse inevitabile ricorrere al conflitto,  questo doveva restare nei limiti stabiliti dal diritto internazionale bellico, con particolare attenzione allo status di prigioniero di guerra. 
I firmatari della convenzione di Ginevra però non potevano tenere conto dei caratteri che avrebbe assunto la seconda guerra mondiale, nel corso del quale l’accordo fu interpretato in modo restrittivo o addirittura ignorato da parte degli stati firmatari, senza poter quindi assicurare ai prigionieri tutte le garanzie che i suoi autori avevano espresso.

### La terza convenzione di Ginevra (1949)
La condizione dei prigionieri fu rivista con la terza convenzione di Ginevra del 1949. Si mantenne il concetto espresso in precedenza secondo il quale i prigionieri dovevano essere rimossi dalla zona di combattimento ed essere umanamente trattati senza perdita di cittadinanza. Ma allo stesso tempo ha ampliato il significato dell'espressione "prigioniero di guerra", includendo fra i combattenti legittimi non solo i soldati sconfitti ma anche le milizie, i volontari, gli irregolari e i membri dei movimenti di resistenza, se fanno parte delle forze armate, e anche le persone che accompagnano le forze armate senza essere effettivamente membri, come i corrispondenti di guerra, gli appaltatori di forniture civili e le unità di servizio del lavoro. Le spie possono essere punite solo dopo un processo. I guerriglieri possono essere considerati prigionieri di guerra se rispettano alcune condizioni. Rimangono esclusi dalla qualifica di combattenti legittimi i mercenari.
Inoltre la convenzione sanciva che i prigionieri, quando la guerra era ancora in corso, avrebbero potuto essere rimpatriati o consegnati a una nazione neutrale per la custodia. Alla fine della guerra invece dovevano essere obbligatoriamente rilasciati, ad eccezione però dei prigionieri processati o condannati a pena capitale da procedimenti giudiziari.
La convenzione stabilisce che il prigioniero di guerra è protetto dal momento in cui viene catturato fino al suo rimpatrio. Non si può estorcere nessuna informazione dal prigioniero se non il nome, il grado, la data di nascita e il numero di matricola. Molto spesso è capitato che un prigioniero dichiarasse anche la Forza Armata di appartenenza, come l'allora Capitano Cocciolone che, nel corso del notissimo interrogatorio da parte degli iracheni, oltre alle informazioni essenziali (nome-gradi-matricola), dichiarò di appartenere all'Aeronautica Militare Italiana, senza però specificare il reparto, ciò è ammesso ma non obbligatorio.
Il prigioniero deve essere trattato in modo dignitoso e umano, con diritti e doveri simili a quelli delle forze armate di detenzione. Non possono essere attaccati, obbligati a lavori forzati o essere trattati in modo contrario a come è deciso dalla convenzione.
Per garantire a chi viene catturato i diritti sanciti dalla convenzione, viene nominato un potere di protezione per agire in nome dei prigionieri, che può essere sia un altro stato ma anche il Comitato internazionale della Croce Rossa (CICR). Quest’ultimo può anche visitare i campi di prigionia. I poteri di protezione devono essere informati se un prigioniero di guerra viene processato o accusato di crimini precedenti alla cattura. In ogni caso il prigioniero mantiene i suoi diritti come prigioniero di guerra.
Nel momento in cui un prigioniero cerca di scappare, prima di utilizzare misure estreme, come le armi, bisogna procedere con degli avvertimenti. In caso di morte bisogna procedere con un’inchiesta sul potere detentore e informare il potere di protezione.
Alla fine delle ostilità i prigionieri devono essere rimpatriati; è diventato anche comune rimpatriare prigionieri abili prima della fine di un conflitto.
Un esempio recente è quello della guerra in Afghanistan in seguito agli attentati dell'11 settembre 2001, nel quale i combattenti catturati sul campo di battaglia sono stati etichettati come "combattenti illegali" e non si videro garantite le protezioni previste dalle convenzioni di Ginevra.